# Пеньки (Кинешемский район)
Пеньки — деревня в Кинешемском районе Ивановской области России. Входит в состав Решемского сельского поселения.

## География
Деревня расположена в северо-восточной части Ивановской области, в зоне хвойно-широколиственных лесов, в пределах северо-восточной части Среднерусской возвышенности, на правом берегу реки Юхмы, к востоку от автодороги 24Н-257, на расстоянии примерно 25 километров (по прямой) к юго-востоку от города Кинешмы, административного центра района. Абсолютная высота — 107 метров над уровнем моря.

### Климат
Климат характеризуется как умеренно континентальный, с холодной многоснежной зимой и умеренно жарким влажным летом. Среднегодовая температура воздуха — 3,1 °C. Средняя температура воздуха самого холодного месяца (января) — −11,7 °C (абсолютный минимум — −45 °C), средняя температура самого тёплого (июля) — 18,2 °С (абсолютный максимум — 38 °C). Период с температурой воздуха выше 10 °C длится около 122 дней. Годовое количество атмосферных осадков — 595 мм, из которых 402 мм выпадает в период с апреля по октябрь.

## История
Каменная Покровская церковь в селе Пеньки с такой же колокольней была построена в 1827 году на средства прихожан. Ограда каменная. Кладбище при церкви. Престолов было 2: в честь Покрова Божией Матери и св. прор. Илии.
В конце XIX — начале XX века село входило в состав Шевалдовской волости Кинешемского уезда Костромской губернии, с 1918 года — в составе Иваново-Вознесенской губернии.
С 1929 года деревня являлась центром Пеньковского сельсовета Кинешемского района Ивановской области, с 1954 года — в составе Журихинского сельсовета, с 2005 года — в составе Решемского сельского поселения.

## Население
| 1872 | 1897 | 2002 | 2010 |
| ---- | ---- | ---- | ---- |
| 19   | ↗62  | ↗111 | ↘58  |

### Национальный состав
Согласно результатам переписи 2002 года, в национальной структуре населения русские составляли 100 % из 111 чел.